# Discografia de Mucc
A discografia da banda japonesa de Mucc consiste em 16 álbuns de estúdio, 3 EPs, 2 álbuns ao vivo, 9 álbuns de compilação, 26 vídeos, 3 álbuns de regravações e 42 singles.
Após lançarem quatro fitas demo, estrearam com o EP Antique. Em 2003, assinaram com uma grande gravadora, a Universal, e lançaram Zekuu. Gokusai (2006) é o álbum mais vendido, porém Aku (2019) foi o primeiro a alcançar o top 10 das paradas da Oricon.

## Discografia

### Álbuns de estúdio
| Título                                                       | Detalhes                                                          | Posição na Oricon |
| ------------------------------------------------------------ | ----------------------------------------------------------------- | ----------------- |
| Tsuuzetsu (痛絶)                                             | - Lançamento: 7 de janeiro de 2001 - Gravadora: Misshitsu Neurose | –                 |
| Houmura Uta (葬ラ謳)                                         | - Lançamento: 6 de setembro de 2002 - Gravadora: Danger Crue      | 48                |
| Zekuu (是空)                                                 | - Lançamento: 3 de setembro de 2003 - Gravadora: Universal        | 17                |
| Kuchiki no Tō (朽木の灯)                                     | - Lançamento: 1 de setembro de 2004 - Gravadora: Universal        | 19                |
| Houyoku (鵬翼)                                               | - Lançamento: 23 de novembro de 2005 - Gravadora: Universal       | 22                |
| 6                                                            | - Lançamento: 26 de abril de 2006 - Gravadora: Universal          | 29                |
| Gokusai (極彩)                                               | - Lançamento: 6 de dezembro de 2006 - Gravadora: Universal        | 22                |
| Shion (志恩)                                                 | - Lançamento: 26 de março de 2008 - Gravadora: Universal          | 13                |
| Kyuutai (球体)                                               | - Lançamento: 4 de março de 2009 - Gravadora: Universal           | 12                |
| Karma (カルマ)                                               | - Lançamento: 6 de outubro de 2010 - Gravadora: Danger Crue       | 11                |
| Shangri-La (シャングリラ)                                    | - Lançamento: 28 de novembro de 2012 - Gravadora: Sony Japan      | 18                |
| The End of the World                                         | - Lançamento: 25 de junho de 2014 - Gravadora: Sony Japan         | 13                |
| Myakuhaku (脈拍)                                             | - Lançamento: 25 de janeiro de 2017 - Gravadora: Sony Japan       | 17                |
| Kowareta Piano to Living Dead (壊れたピアノとリビングデッド) | - Lançamento: 13 de fevereiro de 2019 - Gravadora: Maverick       | 16                |
| Aku (惡)                                                     | - Lançamento: 10 de junho de 2020 - Gravadora: Maverick           | 6                 |
| Shin Sekai (新世界)                                          | - Lançamento: 9 de junho de 2022 - Gravadora: Maverick            | 9                 |

### EPs
| Título                            | Detalhes                                                            | Posição na Oricon |
| --------------------------------- | ------------------------------------------------------------------- | ----------------- |
| Antique (アンティーク)            | - Lançamento: 25 de dezembro de 1999 - Gravadora: Misshitsu Neurose | –                 |
| Aishū (哀愁)                      | - Lançamento: 25 de dezembro de 2001 - Gravadora: Danger Crue       | –                 |
| T.R.E.N.D.Y. -Paradise from 1997- | - Lançamento: 24 de junho de 2015 - Gravadora: Sony Music           | 17                |

### Álbuns ao vivo
| Título                                                      | Detalhes                                                   | Posição na Oricon |
| ----------------------------------------------------------- | ---------------------------------------------------------- | ----------------- |
| Kuchiki no Tō Live at Roppongi (朽木の灯ライヴアット六本木) | - Lançamento: 26 de janeiro de 2005 - Gravadora: Universal | 131               |
| Psychedelic Analysis (サイケデリックアナライシス)           | - Lançamento: 28 de março de 2007 - Gravadora: Universal   | 71                |

### Álbuns de regravações
| Título                                                                                    | Detalhes                                                   | Posição na Oricon |
| ----------------------------------------------------------------------------------------- | ---------------------------------------------------------- | ----------------- |
| Shin Tsūzetsu (新痛絶)                                                                    | - Lançamento: 9 de agosto de 2017 - Gravadora: Maverick    | 28                |
| Shin Hōmura Uta (新葬ラ謳)                                                                | - Lançamento: 9 de agosto de 2017 - Gravadora: Maverick    | 29                |
| Koroshi no Shirabe II: This is Not Greatest Hits (殺シノ調べII This is NOT Greatest Hits) | - Lançamento: 13 de setembro de 2017 - Gravadora: Maverick | 14                |

### Álbuns de compilação
| Título                                  | Detalhes                                                        | Posição na Oricon |
| --------------------------------------- | --------------------------------------------------------------- | ----------------- |
| Cover Parade                            | - Lançamento: 6 de junho de 2006 - Gravadora: Universal Sigma   | –                 |
| Best of Mucc                            | - Lançamento: 6 de junho de 2007 - Gravadora: Universal Sigma   | 24                |
| Worst of Mucc                           | - Lançamento: 6 de junho de 2007 - Gravadora: Universal Sigma   | 25                |
| Coupling Best (カップリング・ベスト)    | - Lançamento: 12 de agosto de 2009 - Gravadora: Universal Sigma | 29                |
| Coupling Worst (カップリング・ワースト) | - Lançamento: 19 de agosto de 2009 - Gravadora: Danger Crue     | 32                |
| Aishū no Antique 哀愁のアンティーク     | - Lançamento: 22 de agosto de 2012 - Gravadora: Danger Crue     | 69                |
| Best of Mucc II                         | - Lançamento: 29 de março de 2017 - Gravadora: Sony Music       | 22                |
| Coupling Best II                        | - Lançamento: 29 de março de 2017 - Gravadora: Sony Music       | 23                |
| Myōjō 明星                              | - Lançamento: 21 de abril de 2021 - Gravadora: Maverick         | 11                |

### Singles
| Título                                                                   | Detalhes                                                                 | Posição na Oricon | Álbum                     |
| ------------------------------------------------------------------------ | ------------------------------------------------------------------------ | ----------------- | ------------------------- |
| "Shōfu/Hai" (娼婦/廃)                                                    | - Lançamento: 9 de junho de 2000 - Gravadora: Misshitsu Neurose          | —                 | Tsūzetsu                  |
| "Aoban" (青盤)                                                           | - Lançamento: 15 de julho de 2001 - Gravadora: Misshitsu Neurose         | —                 | Houmura Uta               |
| "Akaban" (赤盤)                                                          | - Lançamento: 15 de julho de 2001 - Gravadora: Misshitsu Neurose         | —                 | Houmura Uta               |
| "Fu o Tataeru Uta" (負ヲ讃エル謳)                                        | - Lançamento: 21 de janeiro de 2002 - Gravadora: Danger Crue             | —                 | Houmura Uta               |
| "Suisō" (水槽)                                                           | - Lançamento: 9 de junho de 2002 - Gravadora: Danger Crue                | —                 | Houmura Uta               |
| "Waga, Arubeki Basho" (我、在ルベキ場所)                                 | - Lançamento: 21 de maio de 2003 - Gravadora: Universal Music Japan      | 40                | Zekū                      |
| "Rojiura Boku to Kimi e" (路地裏 僕と君へ)                               | - Lançamento: 25 de fevereiro de 2004 - Gravadora: Universal Music Japan | 34                | Kuchiki no Tō             |
| "Monokuro no Keshiki" (モノクロの景色)                                   | - Lançamento: 9 de junho de 2006 - Gravadora: Universal Music Japan      | 17                | Kuchiki no Tō             |
| "Kokoro no Nai Machi" (ココロノナイマチ)                                 | - Lançamento: 30 de março de 2005 - Gravadora: Universal Music Japan     | 20                | Houyoku                   |
| "Ame no Orchestra" (雨のオーケストラ)                                    | - Lançamento: 8 de junho de 2005 - Gravadora: Universal Music Japan      | 20                | Houyoku                   |
| "Saishū Ressha" (最終列車)                                               | - Lançamento: 19 de outubro de 2005 - Gravadora: Universal Music Japan   | 12                | Houyoku                   |
| "Gerbera" (ガーベラ)                                                     | - Lançamento: 15 de fevereiro de 2006 - Gravadora: Universal Music Japan | 17                | Gokusai                   |
| "Ryūsei" (流星)                                                          | - Lançamento: 24 de maio de 2006 - Gravadora: Universal Music Japan      | 14                | Gokusai                   |
| "Utagoe" (謡声)                                                          | - Lançamento: 23 de agosto de 2006 - Gravadora: Universal Music Japan    | 7                 | Gokusai                   |
| "Horizont" (ホリゾント)                                                  | - Lançamento: 8 de novembro de 2006 - Gravadora: Universal Music Japan   | 14                | Gokusai                   |
| "Libra" (リブラ)                                                         | - Lançamento: 21 de março de 2007 - Gravadora: Universal Music Japan     | 22                | Shion                     |
| "Flight" (フライト)                                                      | - Lançamento: 2 de maio de 2007 - Gravadora: Universal Music Japan       | 4                 | Shion                     |
| "Fuzz" (ファズ)                                                          | - Lançamento: 31 de outubro de 2007 - Gravadora: Universal Music Japan   | 14                | Shion                     |
| "Ageha" (アゲハ)                                                         | - Lançamento: 27 de agosto de 2008 - Gravadora: Universal Music Japan    | 15                | Kyuutai                   |
| "Sora to Ito" (空と糸)                                                   | - Lançamento: 28 de janeiro de 2009 - Gravadora: Universal Music Japan   | 8                 | Kyuutai                   |
| "Freesia" (フリージア)                                                   | - Lançamento: 25 de novembro de 2009 - Gravadora: Danger Crue            | 17                | Karma                     |
| "Diorama" (ジオラマ)                                                     | - Lançamento: 25 de dezembro de 2009 - Gravadora: Danger Crue            | —                 | Não faz parte de um álbum |
| "Yakusoku" (約束)                                                        | - Lançamento: 9 de junho de 2010 - Gravadora: Danger Crue                | 8                 | Karma                     |
| "Falling Down" (フォーリングダウン)                                      | - Lançamento: 22 de setembro de 2010 - Gravadora: Danger Crue            | 12                | Karma                     |
| "Akatsuki" (暁)                                                          | - Lançamento: 21 de maio de 2011 - Gravadora: Universal Music Japan      | —                 | Não faz parte de um álbum |
| "Arcadia" (featuring Daishi Dance) (アルカディア featuring DAISHI DANCE) | - Lançamento: 23 de novembro de 2011 - Gravadora: Sony Music             | 28                | Shangri-La                |
| "Nirvana" (ニルヴァーナ)                                                 | - Lançamento: 7 de maio de 2012 - Gravadora: Sony Music                  | 13                | Shangri-La                |
| "Mother"                                                                 | - Lançamento: 31 de outubro de 2012 - Gravadora: Sony Music              | 21                | Shangri-La                |
| "Halo"                                                                   | - Lançamento: 25 de setembro de 2013 - Gravadora: Sony Music             | 14                | The End of the World      |
| "World's End"                                                            | - Lançamento: 30 de novembro de 2013 - Gravadora: Sony Music             | 15                | The End of the World      |
| "Ender Ender"                                                            | - Lançamento: 28 de maio de 2014 - Gravadora: Sony Music                 | 16                | The End of the World      |
| "Yue ni, Matenrou" (故に、摩天楼)                                        | - Lançamento: 10 de setembro de 2014 - Gravadora: Sony Music             | 17                | Myakuhaku                 |
| "Brilliant World" (ブリリアント ワールド)                                | - Lançamento: 24 de dezembro de 2015 - Gravadora: Danger Crue            | —                 | Não faz parte de um álbum |
| "Heide" (ハイデ)                                                         | - Lançamento: 15 de junho de 2016 - Gravadora: Sony Music                | 14                | Myakuhaku                 |
| "Classic"                                                                | - Lançamento: 14 de setembro de 2016 - Gravadora: Sony Music             | 15                | Myakuhaku                 |
| "Ieji" (家路)                                                            | - Lançamento: 4 de maio de 2017 - Gravadora: Maverick                    | —                 | Shin Tsūzetsu             |
| "Jigen Bakudan" (時限爆弾)                                               | - Lançamento: 25 de julho de 2018 - Gravadora: Maverick                  | 15                | Aku                       |
| "Amelia" (アメリア)                                                      | - Lançamento: 26 de julho de 2019 - Gravadora: Maverick                  | —                 | Aku                       |
| "My World"                                                               | - Lançamento: 12 de agosto de 2019 - Gravadora: Maverick                 | —                 | Aku                       |
| "Taboo"                                                                  | - Lançamento: 21 de agosto de 2019 - Gravadora: Maverick                 | —                 | Aku                       |
| "Tatoeba Boku ga Inakattara" (例えば僕が居なかったら)                    | - Lançamento: 5 de novembro de 2019 - Gravadora: Maverick                | —                 | Aku                       |
| "Goner/World"                                                            | - Lançamento: 5 de novembro de 2021 - Gravadora: Maverick                | 19                | Shin Sekai                |

### Compilações com vários artistas
| Álbum                                              | Lançamento             | Faixa(s)                                                         |
| -------------------------------------------------- | ---------------------- | ---------------------------------------------------------------- |
| Hot Indies Best Selection Vol. 1                   | 25 de agosto de 1998   | "Kranke" (クランケ)                                              |
| Non Standard File: @6Sight                         | 16 de julho de 2000    | "Kokonoka ~Yojōhan Ver.~" (九日 〜四畳半Ver.〜), "Kokuen" (黒煙) |
| Shock Edge 2001                                    | 1 de setembro de 2001  | "Suimin" (スイミン)                                              |
| Boøwy Respect                                      | 24 de dezembro de 2003 | "Kisetsu ga Kimi Dake wo Kaeru" (季節が君だけを変える)           |
| Rock Nippon Noriko Shoji Selection                 | 24 de janeiro de 2007  | "Rojiura Boku to Kimi e" (路地裏 僕と君へ)                       |
| Luna Sea Memorial Cover Album -Re:birth-           | 19 de dezembro de 2007 | "Déjàvu"                                                         |
| Cloverfield: Rob's Party Mix                       | 17 de janeiro de 2008  | "Fuzz" (ファズ)                                                  |
| Detroit Metal City Tribute Album: Ikenie Metal Mix | 28 de março de 2008    | "Flight Best Hold It Ver. (フライト Best Hold It Ver.)           |
| This is for You: The Yellow Monkey Tribute Album   | 9 de dezembro de 2009  | "Tsuioku no Mermaid" (追憶のマーメイド)                          |
| Parade II ~Respective Tracks of Buck-Tick~         | 4 de julho de 2012     | "Jupiter"                                                        |
| Naruto Super Sounds                                | 26 de novembro de 2014 | "Mother"                                                         |
| D'erlanger Tribute Album ~Stairway to Heaven~      | 13 de setembro de 2017 | "Crazy4You"                                                      |
| Kishidan Banpaku 2017                              | 16 de setembro de 2017 | "Nirvana" (ニルヴァーナ)                                         |
| Plastic Tree Tribute ~Transparent Branches~        | 6 de setembro de 2017  | "Sangatsu Itsuka." (3月5日。)                                    |
| Rottengraffty Tribute Album ~Mouse Trap~           | 18 de dezembro de 2019 | "Kakurenbo feat. DJ Santa Monica" (かくれんぼ)                   |
| Granrodeo Tribute Album "Rodeo Freak"              | 13 de maio de 2020     | "Mezmerize" (メズマライズ)                                       |
| Ibarakidai Bakuhatsu                               | 16 de abril de 2021    | "Rakuyō" (落陽)                                                  |

### Vídeos
- Nihon Rettō Konton Heisei Kokoro no Naka  (日本列島混沌平成心ノ中, 10 de dezembro de 2003)
- Mucc History DVD The Worst (ムックヒストリーDVD ザ・ワース, 22 de dezembro de 2004)
- Tonan no Hōyoku (図南の鵬翼, 29 de março de 2006)
- World Tour Final Nippon Budokan 666 (ワールドツアーファイナル日本武道館「666」, 10 de dezembro de 2006)
- Mucc -Live Chronicle- (MUCC 〜ライヴ クロニクル〜, 28 de novembro de 2007)
- Mucc -Live Chronicle 2- (MUCC 〜ライヴ クロニクル2〜, 24 de dezembro de 2008)
- The Clips -Track of Six Nine- (5 de agosto de 2009)
- Mucc Live Chronicle 3 - "Kyūtai" in Nippon Budokan- (MUCC ライヴ クロニクル3〜 「球体」 ｉｎ日本武道館〜, 23 de dezembro de 2009)
- Mucc Live Chronicle 3 - "Kyūtai" in Nippon Budokan- Tsūjōban (MUCC ライヴ クロニクル3〜 「球体」 ｉｎ日本武道館〜通常版, 10 de março de 2010)
- Winter Circuit 2010 @ NHK Hall (WINTER CIRCUIT 2010 @NHKホール, 14 de fevereiro de 2011)
- Mucc Chemical Parade (23 de novembro de 2011)
- -Mucc 15th Anniversary Year Live- Mucc vs Mucc vs Mucc Fukanzenban: Shisei (-MUCC 15th Anniversary Year Live-「MUCC vs ムック vs MUCC」不完全盤「死生」, 22 de agosto de 2012)
- -Mucc 15th Anniversary Year Live- Mucc vs Mucc vs Mucc Fukanzenban: Misshitsu (-MUCC 15th Anniversary Year Live-「MUCC vs ムック vs MUCC」不完全盤「密室」, 13 de setembro de 2012)
- -Mucc 15th Anniversary Year Live- Mucc vs Mucc vs Mucc Fukanzenban: Kodō (-MUCC 15th Anniversary Year Live-「MUCC vs ムック vs MUCC」不完全盤「鼓動」, 3 de outubro de 2012)
- -Mucc 15th Anniversary Year Live- Mucc vs Mucc vs Mucc Kanzenban (-MUCC 15th Anniversary year Live-「MUCC vs ムック vs MUCC」完全盤, 14 de fevereiro de 2013)
- Mucc Tour 2012-2013 "Shangri-La" (2 de outubro de 2013)
- Six Nine Wars -Bokura no Nana-kagetsu Kan Senso- The End @ Yoyogi National Gymnasium's First Gymnasium (『SIX NINE WARS -ぼくらの七ヶ月間戦争-「THE END」@国立代々木競技場第一体育館』, 25 de fevereiro de 2015)
- F#ck the Past F#ck the Future on World -Paradise from T.R.E.N.D.Y.- (25 de novembro de 2015)
- Maverick DC Presents Double Headline Tour 2016「M.A.D」 (23 de novembro de 2016)
- The Clips II ~Track of Six Nine~ (4 de outubro de 2017)
- Kowareta Piano to Living Dead feat. Koroshi no Shirabe (壊れたピアノとリビングデッド feat.殺シノ調ベ, 25 de dezembro de 2019)
- ~Fight Against COVID-19 #2~ "Aku - The Broken Resuscitation" (～Fight against COVID-19 #2～『惡-THE BROKEN RESUSCITATION』, 7 de outubro de 2020)
- ~Fight Against COVID-19 #3~ "Aku - The Broken Resuscitation" (～Fight against COVID-19 #3～『惡-THE BROKEN RESUSCITATION』, 25 de novembro de 2020)
- From the Mothership/From the Underground (4 de maio de 2021)
- Aku - The Brightness World (惡-The brightness world, 9 de junho de 2021)
- ~Fight Against COVID-19 #4~ "Myōjō Kanzen Saigen + 4" (～Fight against COVID-19 #4～『明星完全再現+4』, 6 de setembro de 2021)
- Mucc Live Chronicle ~20th Anniversary~" (MUCC ライヴ クロニクル4 ~20TH ANNIVERSARY~, 24 de dezembro de 2021)
- Crossroad of the brightness world (2 de fevereiro de 2022)
- TOUR 202X Aku-The brightness WORLD is GONER (4 de maio de 2022)

### Demos
- "No!?" (Outubro de 1997)
- "Aika" (哀歌, 20 de março de 1998)
- "Tsubasa wo Kudasai" (翼を下さい, 1 de dezembro de 1998)
- "Shūka" (愁歌, 14 de fevereiro de 1999)
- "Aka" (アカ, 24 de julho de 1999)
- "Jiko Keno Demo ~Dirty Ver.~" (自己嫌悪 DEMO 〜Dirty Ver.〜, 1 de junho de 2018)
- "Jiko Keno Demo ~Clean Ver.~" (自己嫌悪 DEMO 〜Clean Ver.〜, 11 de junho de 2018)
- "Jigen Bakudan Demo & Remix" (時限爆弾 DEMO & REMIX, 5 de setembro de 2018)
- "Zetsubō Rakuen Demo" (絶望楽園 DEMO, 3 de dezembro de 2018)
- "Zetsubō Rakuen Demo -Digital Mix-" (絶望楽園 DEMO -Digital Mix-, 9 de outubro de 2018)
- "Melt Demo" (メルト DEMO, 15 de dezembro de 2018)
- "Kowareta Piano to Living Dead Demo & Live" (壊れたピアノとリビングデッド DEMO＆LIVE, 29 de maio de 2019)
- "Hotel Lemmon Tree Demo" (1 de julho de 2019)
- "Room Demo" (27 de agosto de 2019)
- "Cobalt Demo" (10 de novembro de 2019)

### Álbuns de tributo
- Tribute of Mucc -縁(en)- (22 de novembro de 2017); Posição na Oricon: #15[11]